# 袁州 (古代)
袁州，隋朝时设置的州。
开皇十八年（598年）废安成郡，设袁州，辖宜春县、萍乡县和新喻县，治所在宜春县（江西省宜春市袁州区）。北宋开宝八年（975年），万载县由筠州划入。雍熙元年（984年），析宜春县立分宜县，仍隶袁州。淳化三年（992年），划新喻入临江军。
元朝至元十九年（1282年），袁州改袁州路，隶江西行省。明朝洪武二年（1369年），改袁州路为袁州府。
| 唐朝袁州辖县 | 唐朝袁州辖县                         |
| ------------ | ------------------------------------ |
| 618年        | 宜春县、萍乡县、新渝县               |
| 621年        | 宜春县、萍乡县、新渝县               |
| 622年        | 宜春县、萍乡县（新渝县改属西吴州）   |
| 624年        | 宜春县、萍乡县（新渝县来属）         |
| 742年        | 宜春县、萍乡县、新渝县（改名新喻县） |
| 773年        | 宜春县、萍乡县、新喻县               |

唐朝袁州刺史
- 杨承先（620年）
- 应智育（武德年间）
- 冉仁才（637年）
- 秦琢（唐高宗时）
- 崔玄藉（681年—683年）
- 权毅（垂拱年间）
- 杜某（天授初年）
- 魏元表（693年）
- 王方平（武周时）
- 麻慈力（久视年间）
- 樊文器（武周时）
- 胡元礼（武周时）
- 崔融（705年）
- 裴无晦（唐中宗时）
- 马建（712年）
- 马构（先天年间）
- 许辅（开元初年）
- 李伉（开元年间）
- 卢子真（开元年间）
- 张楚（开元年间）
- 卢升明（开元年间）
- 郑宏（唐玄宗时）
- 宜春郡太守
- 郑审（乾元年间）
- 李揆（唐肃宗时）
- 徐宝承（唐肃宗、代宗时）
- 李遵（762年—763年）
- 张澹（763年—764年）
- 阎伯玙（764年）
- 萧定（766年—767年）
- 郑某（771年）
- 李嘉祐（771年—772年）
- 李昕（大历年间）
- 崔鼎（大历年间）
- 齐珝（大历年间）
- 柳浑（777年—779年）
- 崔陲（780年—785年）
- 张滂（787年—790年）
- 董镇（794年）
- 许岘（贞元年间）
- 张嵍（贞元年间）
- 齐总（807年）
- 王涯（808年—810年）
- 李将顺（814年）
- 韩愈（819年—820年）
- 王建侯（元和年间）
- 赵全亮（长庆年间）
- 萧睦（宝历年间）
- 韦建（831年）
- 卢㟧（832年）
- 郑某（832年）
- 赵蕃（833年）
- 张述（大和年间）
- 孙结（唐文宗时）
- 成应元（842年—843年）
- 苏球（847年）
- 温璠（852年）
- 颜遐福（860年—862年）
- 张琮（咸通初年）
- 高厚（866年）
- 卫景温（咸通年间）
- 瓌（872年）
- 杨授（乾符年间）
- 邓璠（881年）
- 李游（中和年间）
- 钟传（中和年间，未任）
- 何迎（光启年间）
- 徐公佐（891年）
- 钟匡时（894年）
- 揭镇（895年）
- 杜琯（901年）
- 冷约（904年）
- 彭彦章（904年—907年）
- 崔茂
- 李佋
- 崔操
- 郭珍
- 卢处闰
- 李运
- 张济
- 黄恭
- 郑著
- 韦观象
- 李宗